# Фидий, Евгений Владимирович
Евгений Владимирович Фидий (род. 28 июля 1991, Минеральные Воды, Россия) — российский профессиональный баскетболист, играющий на позиции центрового.

## Карьера
Воспитанник санкт-петербургского «Спартака», с 2012 года привлекался к играм основного состава.
В 2014 году, после потери петербургским клубом профессионального статуса, перешёл в «Красные крылья». В сезоне 2014/2015, набирал в среднем 8,9 очков и 4,4 подбора.
Сезон 2015/2016 Фидий начинал в УНИКСе, подписав 1-летний контракт, но уже в ноябре Евгений и казанский клуб расторгли контракт по обоюдному согласию. В составе команды Евгений провёл 4 матча в Единой лиге ВТБ и Еврокубке.
Свою карьеру Фидий продолжил в «Автодоре». В составе саратовской команды Евгений принял участие в 10 матчах Единой лиги ВТБ (2,7 очка и 1,6 подбора) и в 4 матчах Еврокубка (2,8 очка, 0,5 подбора).

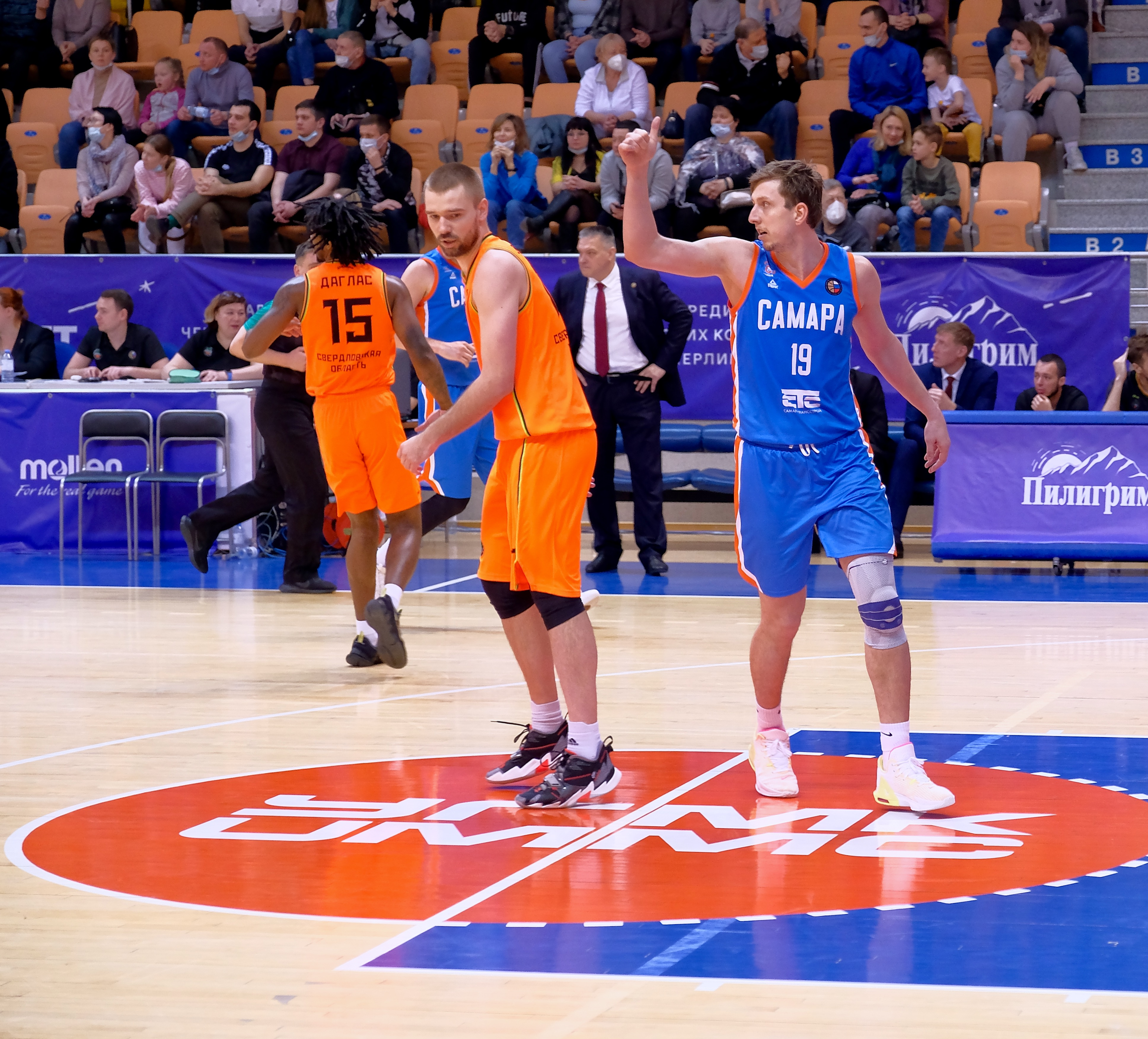
Евгений Фидий в составе «Самары»

В июне 2016 года подписал контракт с «Самарой».
В сезоне 2017/2018 Фидий стал серебряным призёром Суперлиги-1. В 55 матчах Евгений набирал в среднем 8,6 очка и 4,7 подбора.
В июле 2018 года Фидий стал игроком «Спартака». С момента своего возвращения в петербургский клуб Евгений принял участие в 63 играх за «красно-белых» и отметился статистикой 12,7 очков, 6,9 подборов, 1,1 передач и 0,5 передач. В сезоне 2018/2019 Евгений был признан «Лучшим центровым» в Суперлиге-1 и в «Финале четырёх» Кубка России.
В конце декабря 2019 года, из-за финансовых проблем «Спартака», Фидий покинул петербургский клуб и перешёл в «Уралмаш».
В июне 2020 года Фидий продолжил карьеру в «Куполе-Родники». В сезоне 2020/2021 Фидий во второй раз был включён в символическую пятёрку Кубка России.
В феврале 2022 года Фидий вернулся в «Самару».
В апреле 2022 года Фидий провёл 100-й матч и набрал 1000-е очко за самарскую команду.

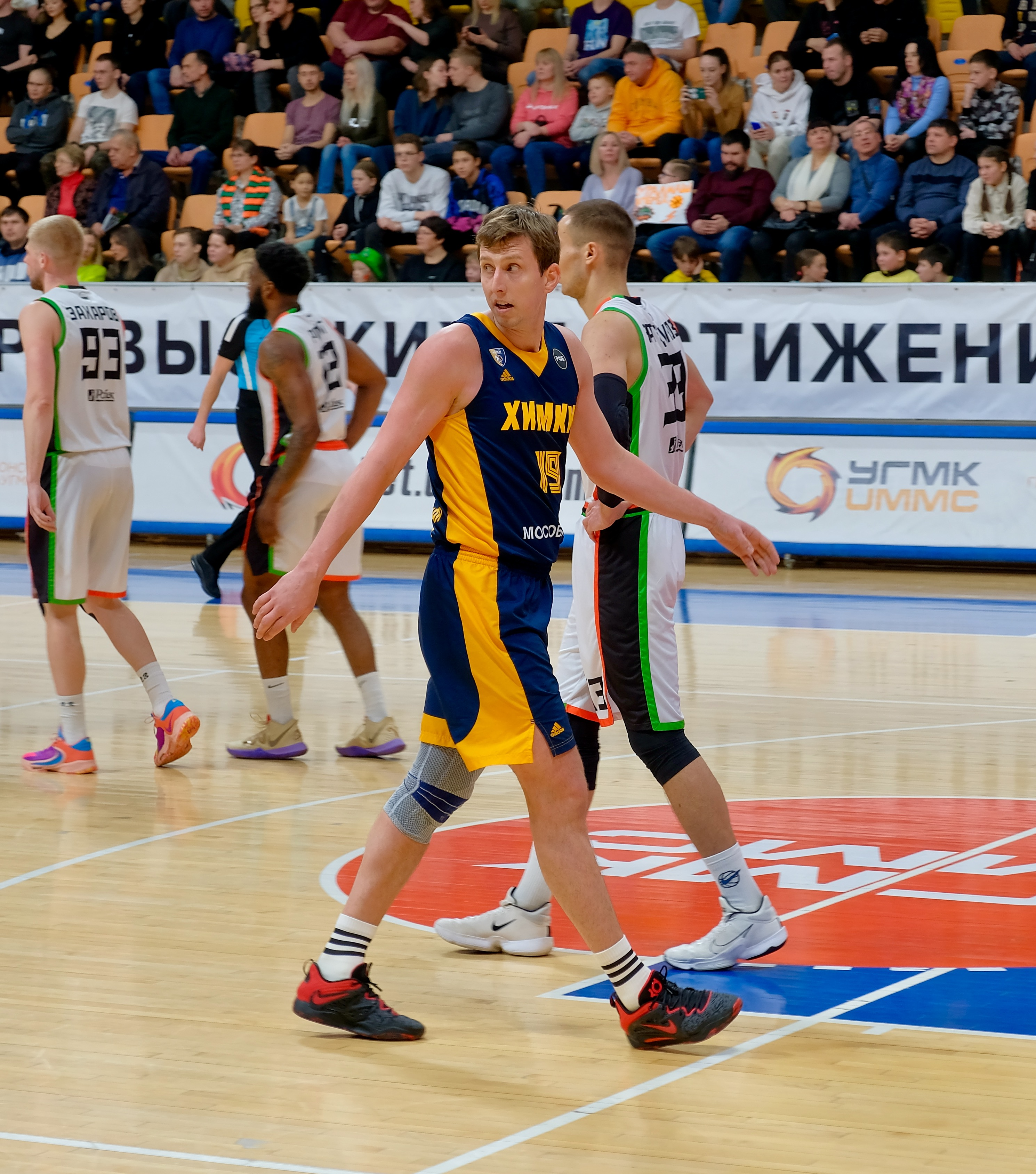
Евгений Фидий в составе «Химок»

В августе 2022 года Фидий перешёл в «Химки».
В сезоне 2022/2023 Фидий стал бронзовым призером Суперлиги и во второй раз был включён в символическую пятёрку турнира как «Лучший центровой». В Кубке России Евгений принял участие в «Финале четырёх» и в третий раз был выбран в символическую пятёрку как «Лучший центровой».
Летом 2023 года Фидий продлил контракт с «Химками».
В сезоне 2023/2024 Фидий стал серебряным призёром Суперлиги.
В июне 2024 года Фидий подписал новый контракт с «Химками» по схеме «1+1».

## Сборная России
Фидий привлекался в юношеские и молодёжные сборные России различных возрастов. Участник чемпионата Европы U20 в 2011 году.
В составе резервной сборной России в 2014 году стал победителем Кубка Станковича.

## Достижения
- Серебряный призёр Суперлиги (3): 2017/2018, 2018/2019, 2023/2024
- Бронзовый призёр Суперлиги (2): 2022/2023, 2024/2025
- Обладатель Кубка Станковича: 2014